# Picco di Vallandro
Il Picco di Vallandro (2.839 m s.l.m. - Dürrenstein in tedesco) è una montagna delle Dolomiti di Braies nelle Dolomiti. Si trova in provincia di Bolzano tra la val di Landro e la valle di Braies.

## Caratteristiche
Costituisce la massima elevazione della catena di circa 12 chilometri che, costeggiando sulla sinistra idrografica la Rienza, da Carbonin raggiunge la val Pusteria, e presenta due versanti diversissimi fra loro: morbido e prativo quello ovest, su cui corre il facile sentiero che sale dalla località di "Prato Piazza"; impervio quello est, che precipita a grandi balze rocciose verso la val di Landro che corre 1.500 metri più in basso.
La cima è particolarmente famosa per il suo panorama a 360° sulle cime dolomitiche circostanti (Croda Rossa d'Ampezzo, monte Cristallo, Cadini di Misurina, Tre Cime di Lavaredo, monte Serla, Croda del Becco) e sulle cime delle Alpi Pusteresi.

## Escursioni
Per raggiungere la cima, esistono principalmente due vie, dalla val di Landro, e dalla valle di Braies.

### Dalla Valle di Braies

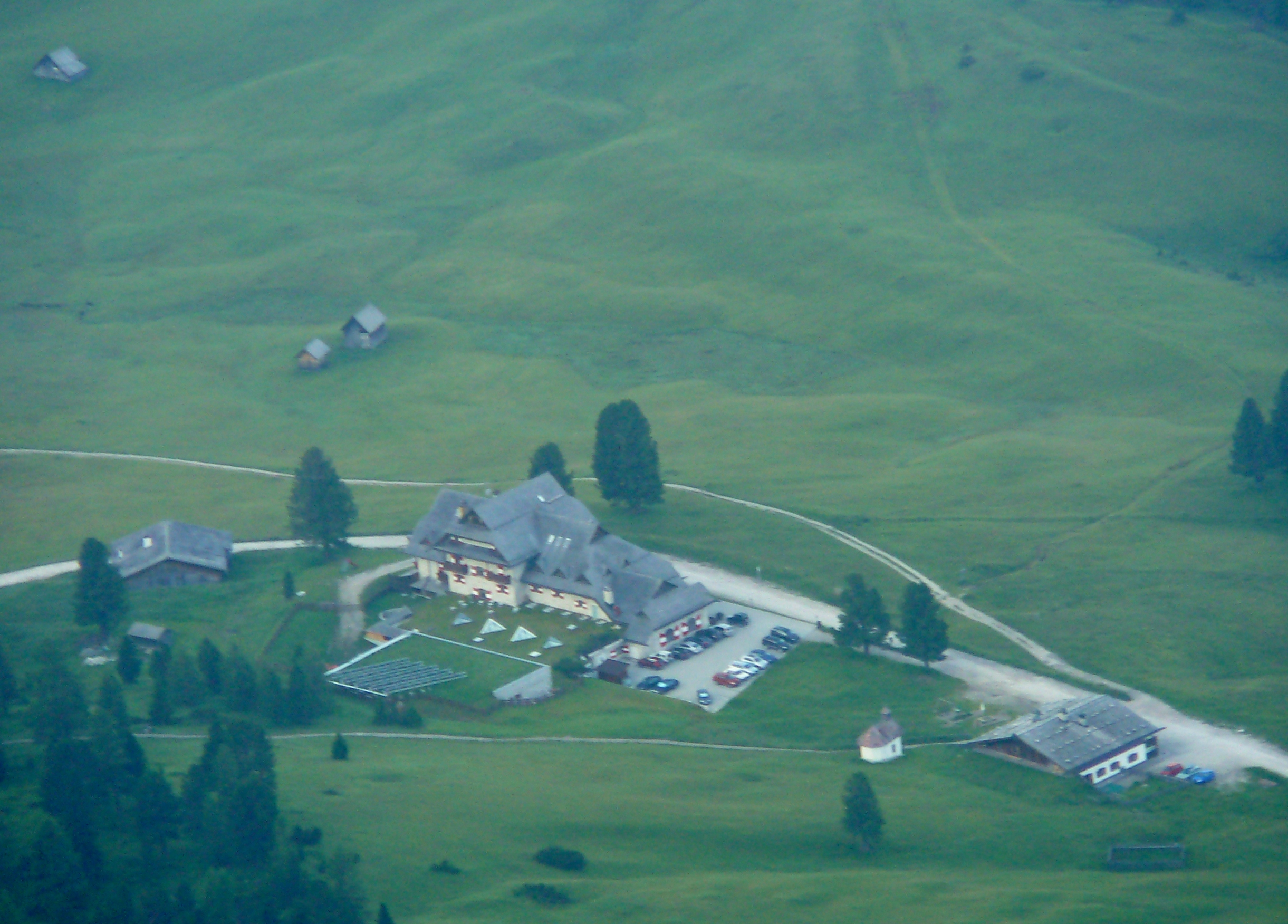
Inizio del sentiero n. 40, presso Prato Piazza

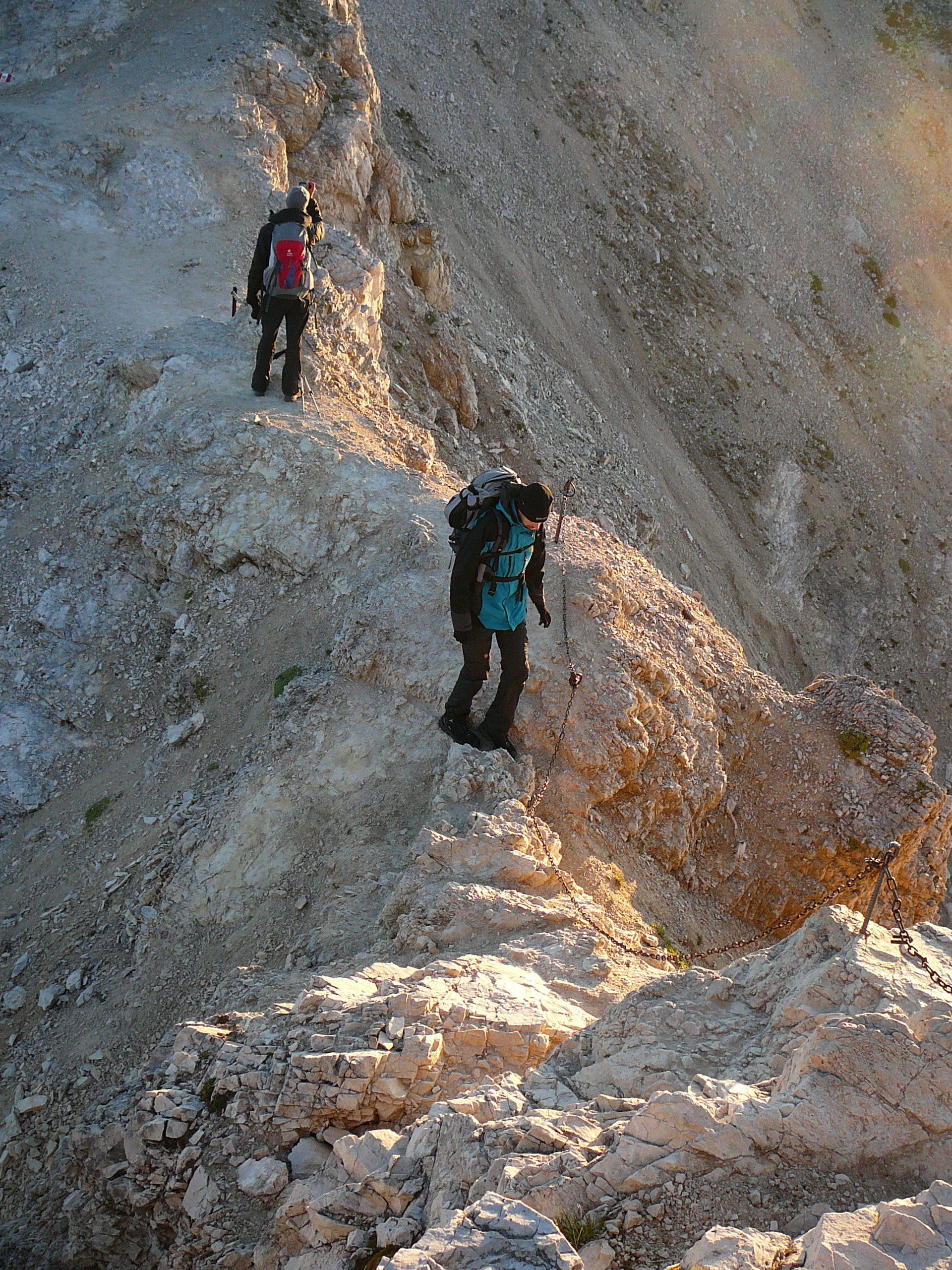
Il tratto attrezzato poco prima della vetta

Il percorso qui descritto affronta 1350 m dislivello in un tempo di circa 4 ore.
Dalla Valle di Braies, un primo itinerario inizia dalla località "Ponticello" (Brückele, 1501 m) e prendendo il sentiero n. 37 si arriva in località "Prato Piazza" (Plätzwiese, 1996 m) dopo circa un'ora e quaranta minuti. Da qui, superata la piccola chiesetta, si risale lungo il sentiero n. 40, che conduce alla cima in circa 2,5 ore (totale 4 ore e 10 minuti). Esiste però la possibilità di parcheggiare la propria vettura, o utilizzate il bus di linea per raggiungere comodamente Prato Piazza, risparmiandosi così la prima salita.
Da Prato Piazza, il sentiero inizia mediante una moderata salita in un bosco rado, fino ad uscire bruscamente da questo e proseguire all'aperto su terreno misto di tratti erbosi e detritici. Man mano che il sentiero sale, questo si stringe un po' e mediante alcuni tornanti si arriva a circa 2700 m da dove si gode una prima visione del Lago di Landro. Da qui, proseguendo lungo una traccia sempre più ghiaiosa, si può raggiungere l'ante cima, che è separata dalla croce di vetta da una piccola forcella. Questa si riesce facilmente a superare, mediante un breve tratto attrezzato.
Il sentiero risulta adatto alle famiglie anche con bambini; l'unica difficoltà che questo presenta è un breve tratto attrezzato mediante catena, immediatamente prima della croce di vetta.

### Dalla Val di Landro

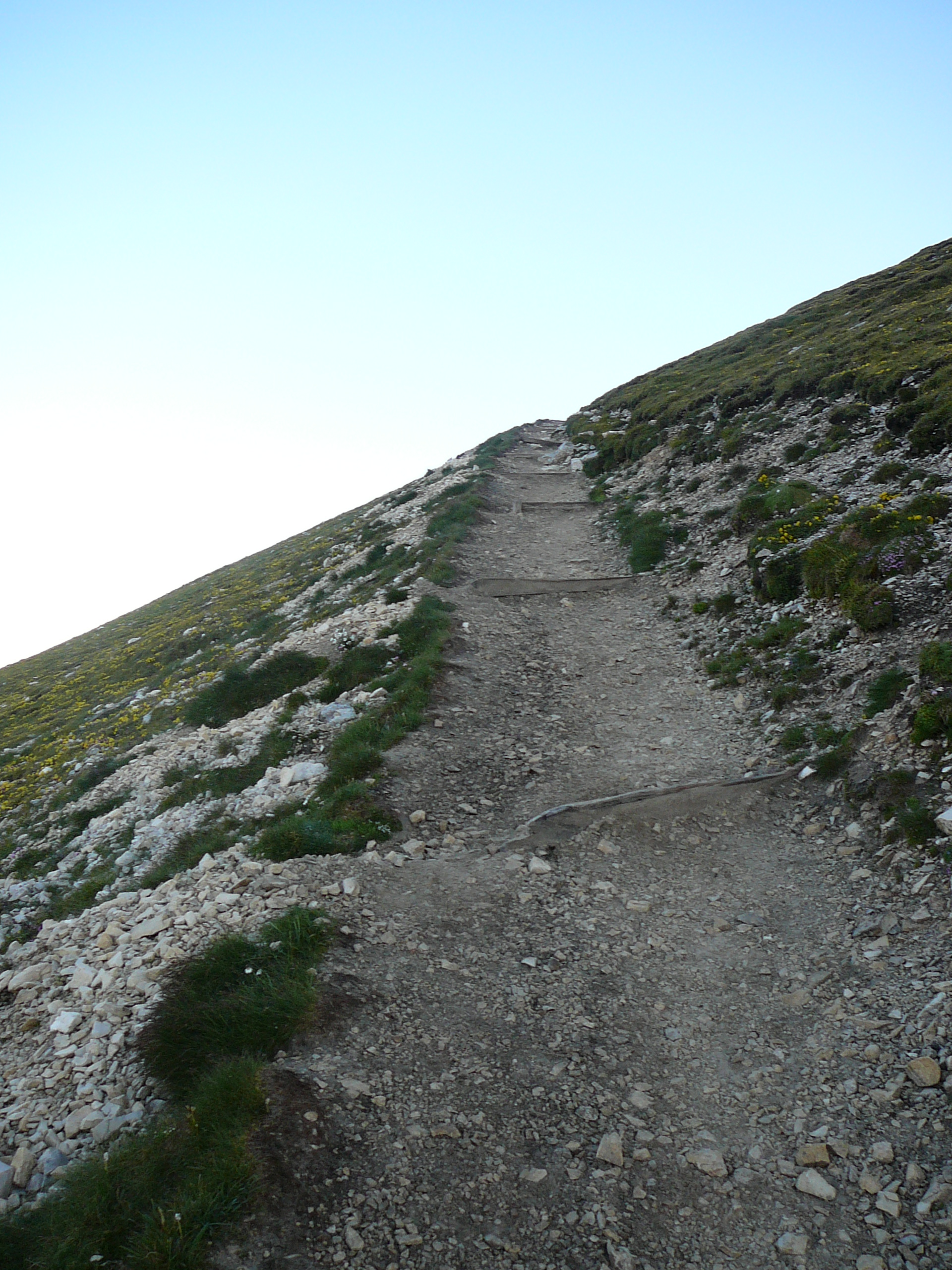
Un tratto di salita

Il percorso qui descritto affronta 1400 m dislivello in un tempo di circa 4,5 ore circa
L'escursione che parte dalla Val di Landro, inizia presso la frazione Carbonin di Dobbiaco (1451 m) e lungo il sentiero n. 37, porta in circa 2 ore al rifugio Vallandro (Dürrenstein-Hütte, 2031 m). Da qui ci si dirige in direzione sempre verso nord-ovest, prendendo il sentiero n. 40A, che dopo circa 20 minuti si congiunge al sentiero n. 40. Da qui, per la vetta sono due ore circa.